# Gerichtsbezirk Wadowice
Der Gerichtsbezirk Wadowice war ein dem Bezirksgericht Wadowice unterstehender Gerichtsbezirk im Kronland Galizien und Lodomerien. Er umfasste Gebiete im Westen Galiziens. Zentrum und Gerichtssitz des Gerichtsbezirks war die Stadt Wadowice. Nach dem Ersten Weltkrieg musste Österreich den gesamten Gerichtsbezirk an Polen abtreten. Das Gebiet ist heute Teil der Woiwodschaft Kleinpolen.

## Geschichte
Nachdem im Juni 1849 die allgemeinen Grundzüge der Gerichtsverfassung in den Kronländern durch Kaiser Franz Joseph I. genehmigt worden waren, legten die Ministerien des Inneren, der Finanz und der Justiz 1854 die neue Verwaltungs- und Justizeinteilung fest. Auf oberster Ebene wurden die beiden Verwaltungsgebiete Krakau (Westgalizien) und Lemberg (Ostgalizien) geschaffen, darunter folgten die Kreise und die Bezirke. Bei den Bezirksämtern handelte es sich vorerst um gemischte Behörden, denen Aufgaben der Politik, Verwaltung und Justiz zu kamen. Die Bezirksgerichte waren dabei Teil der Bezirksämter und der Gerichtsbezirk deckungsgleich mit dem Verwaltungsbezirk.
Die Errichtung dieser gemischten Bezirksämter wurde per 29. September 1855 amtswirksam, wobei der Gerichtsbezirk Wadowice aus den Gemeinden Babica, Bachowice, Barwałd Dolny, Barwałd Średni, Brankówka und Zagórze, Chocznia, Chrząstowice, Gorzeń Dolny  mit Mikolay, Gorzeń Górny, Grodzisko, Jaroszowice mit Zaskawie, Jaszczurowa mit Jamniki, Klecza dolna i średnia, Klecza Górna, Kossowa, Łączany, Łękawica ad Kalwarya i Ostałowka, Lgota, Miejsce, Mucharz, Półwieś, Radocza mit Radocza Góra, Roków, Ryczów mit Lipowa, Skawce, Spytkowice ad Zator, Świnna Poręba, Tłuczań Dolny, Tłuczań Górny, Tomice, Wadowice, Witanowice, Woźniki, Zawadka und Zygodowice gebildet wurde. Im Gerichtsbezirk lebten dabei zu dieser Zeit 22.573 Menschen auf einer Fläche von 4,2 Quadratmeilen. In den Justizbereichen Verbrechen und Vergehen unterstand der Gerichtsbezirk dem Bezirksamt bzw. Bezirksgericht Wadowice, zuständiger Gerichtshof erster Instanz wurde das Landesgericht Krakau. Daneben existierte noch eine Einteilung in Kreise, wobei der Bezirk Wadowice gemeinsam mit den Bezirken Andrychów, Biała, Jordanów, Kalwarya, Kenty, Maków, Milówka, Myślenice, Oświęcim, Seypusch, Skawina und Ślemień den Kreis Wadowice bildete.
Nachdem die Kreisämter Ende Oktober 1865 abgeschafft worden und deren Kompetenzen auf die Bezirksämter übergegangen waren, schuf man nach dem Österreichisch-Ungarischen Ausgleich 1867 auch die Einteilung des Landes in zwei Verwaltungsgebiete ab. Zudem kam es im Zuge der Trennung der politischen von der judikativen Verwaltung zur Schaffung von getrennten Verwaltungs- und Justizbehörden. Während die gerichtliche Einteilung weitgehend unberührt blieb und die „reinen“ Bezirksgerichte per 28. Februar 1867 ihren Dienst aufnahmen, fasste man Gemeinden mehrerer Gerichtsbezirke zu Verwaltungsbezirken zusammen. Dadurch wurde der Gerichtsbezirk Wadowice 1867 zusammen mit Gemeinden der Gerichtsbezirke Andrichów, Kalwarya, Maków, Oświęcim, Skawina und Ślemień Teil des Bezirks Wadowice.
Im Gegensatz zu anderen Kronländern, wo ein Gerichtsbezirk immer nur einem politischen Bezirk angehörte, waren die Gerichtsbezirke Galiziens durch die Bestimmungen von 1867 teilweise auf mehrere Bezirke aufgeteilt worden. Diese Situation wurde schließlich 1878 durch umfassende Änderungen im Gebietsumfang der Gerichtsbezirke bereinigt, wobei der Gerichtsbezirk Wadowice per 1. August 1878 um die Gemeinden und Gutsgebiete Graboszyce, Laskowa, Palczowice, Rudze, Smolice, Trzebieńczyce, Wiglowice und Zator aus dem Gerichtsbezirk Andrichów erweitert wurde. Zudem erhielt der Gerichtsbezirk Wadowice die Gemeinden Kolipowieckie, Podolsze und Przeciszów vom Gerichtsbezirk Oświęcim, die Gemeinden Marcówka und Zembrzyce vom Gerichtsbezirk Maków und die Gemeinden Śleszowice Dolne und Śleszowice Górne vom Gerichtsbezirk Ślemień.
Im Zuge der Schaffung des Kreisgerichtes Wadowice wurde der Gerichtsbezirk Wadowice per 1. Mai 1882 diesem unterstellt und aus dem Zuständigkeitsbereich des Landesgerichts Krakau ausgeschieden.
Durch die Schaffung des Gerichtsbezirk Zator verlor der Gerichtsbezirk Wadowice per 1. Oktober 1891 die Gemeinden und Gutsgebiete Bachowice, Chrząstowice, Graboszyce, Grodzisko, Laczany, Laskowa, Lipowa, Miejsce-Spytkowice, Palczowice, Podolsze, Półwieś, Przeciszów, Rudze, Ryczów, Smolice, Trzebieńczyce und Zator, im Gegenzug erhielt der Gerichtsbezirk Wadowice jedoch die Gemeinden und Gutsgebiete Kaczyna, Koziniec und Ponikiew per 1. Jänner 1894 vom Gerichtsbezirk Andrichów. Zudem war bereits am 1. Jänner 1890 die Gemeinde Tarnawa vom Gerichtsbezirk Ślemień an den Gerichtsbezirk Wadowice gekommen.
Der Gerichtsbezirk Wadowice bestand bei der Volkszählung 1900 nach den Gebietsgewinnen und Gemeindezusammenlegungen aus den 35 Gemeinden bzw. 33 Gutsgebieten Babica, Barwałd Dolny, Barwałd Średni, Brzeźnica, Chocznia, Gorzeń Dolny, Gorzeń Górny, Jaroszowice, Jaszczurowa, Kaczyna, Klecza Dolna, Kosowa, Koziniec, Łękawica, Lgota, Marcówka, Marcyporęba, Mucharz, Nowe Dwory, Ponikiew, Radocza, Roków, Skawce, Śleszowice, Świnna Poręba, Tarnawa, Tłuczań Dolny, Tłuczań Górny, Tomice, Wadowice, Witanowice, Woźniki, Zawadka, Zembrzyce und Zygodowice. Hatte die Bevölkerung 1890 noch 44.015 Menschen umfasst, so war sie durch die zwischenzeitlichen Gebietsverluste bis 1900 auf 35927 Menschen gesunken. Auf dem 269,58 km² großen Gebiet lebten dabei fast ausschließlich Menschen mit polnischer Umgangssprache und römisch-katholischem Glauben, lediglich in Wadowice bestand eine größere jüdische Gemeinde.